# Парк Горки
Централни парк културе и одмора Горки (рус. Центральный парк культуры и отдыха имени Максима Горького) јесте централни парк у Москви, именован по Максиму Горком. Августа 2018. прослављена је 90. годишњица парка.
Парк Горког, који се налази у Кримском валу и налази се прекопута реке Москве од метро станице Парк Култури, отворен је 1928. Парк је прављен по плану Константина Мелникова, надалеко познатог совјетског авангардног и конструктивистичког архитеке.

## Реконструкција
Године 2011. обављена је велика реконструкција. Нови директор Централног парка културе и одмора Сергеј Капков срушио је око 100 атракција и нелегалних објеката. На месту срушених објеката постављено је више од две хиљаде квадратних метара нове асфалтне коловозне траке и постављено 1,9 хектара нових травњака и цветних леја. Сви објекти и конструкције за вожње, осим једн, вртешке, уклоњени су како би се место претворило у рекреативну зону. Притом су очишћене напуштене зграде, колица, шатори, рекламне конструкције и атракције. Започета је обнова споменика, чишћење бара и допремање земље и траве. Парк Горког је трансформисан за неколико месеци, поставши први руски парк који је сада могао да се такмичи са водећим светским парковима. Клизалиште од 15.000 квадратних метара, са одвојеним зонама за децу, хокеј, плес и опште клизање, званично је отворено у децембру 2011. године. Током зиме у склопу клизалишту функционише школа клизања Алексеја Јагудина.
Убрзо након што је преузео парк, Сергеј Капков је именован за министра у Влади Москве и шефа Одељења за културно наслеђе. Олга Захарова је од тада заменила Сергеја Капкова и до сада је на истој функцији.

## У књижевности и уметности
- Река и парк Москва се помињу у песми Wind of Change немачког хард рок бенда Scorpions.
- Роман и филм Парк Горки се зове по парку.

## Галерија
- Рибњак у Централном парку културе и одмора Горког, 1982
- Ролеркостер који се налазио у парку (уклоњен 2011.)